# Дамона
Дамона или зорька закавказская или зорька лимонная (лат. Anthocharis damone) — дневная бабочка из семейства белянок (Pieridae).

## Этимология названия
Дамон (греческая история) — афинский музыкант, учитель Перикла и Сократа.

## Описание
Длина переднего крыла 16—22 мм. Размах крыльев 30—35 мм. Усики головчатые, сверху тёмные, снизу белесоватые, вершина булавы светлая. Голова и грудь покрыты густыми белесовато-жёлтыми волосками. У самца фон крыльев лимонно-жёлтый, яркий. Переднее крыло сверху с обширным оранжевым полем, ограниченным внутри более или менее развитой тёмной перевязью, на фоне которой всегда хорошо просматривается чёткое дискальное пятно. Вершина переднего крыла затемнена, внутренняя граница этого тёмного поля зубчатая, резкая; снизу этому полю соответствует ярко-жёлтый участок с редко расположенными тёмными чешуйками; бахромка пёстрая, состоит из чёрных и изжелта белых участков. Заднее крыло сверху лимонно-жёлтое, однообразно окрашенное по всей поверхности, снизу — с рисунком из тёмных полей неправильной формы по жёлтому фону. Бахромка одного цвета с фоном, иногда с тёмными штрихами против жилок.
У самки крылья сверху и снизу кремово-белые. Переднее крыло сверху с чётким дискальным пятном и тёмным полем у вершины, содержащим продолговатые белые участки. Снизу переднее крыло кремово-белое, с чёрным дискальным пятном и ярко-жёлтой вершиной, заднее — ярко-жёлтое, с рисунком, как у самца.

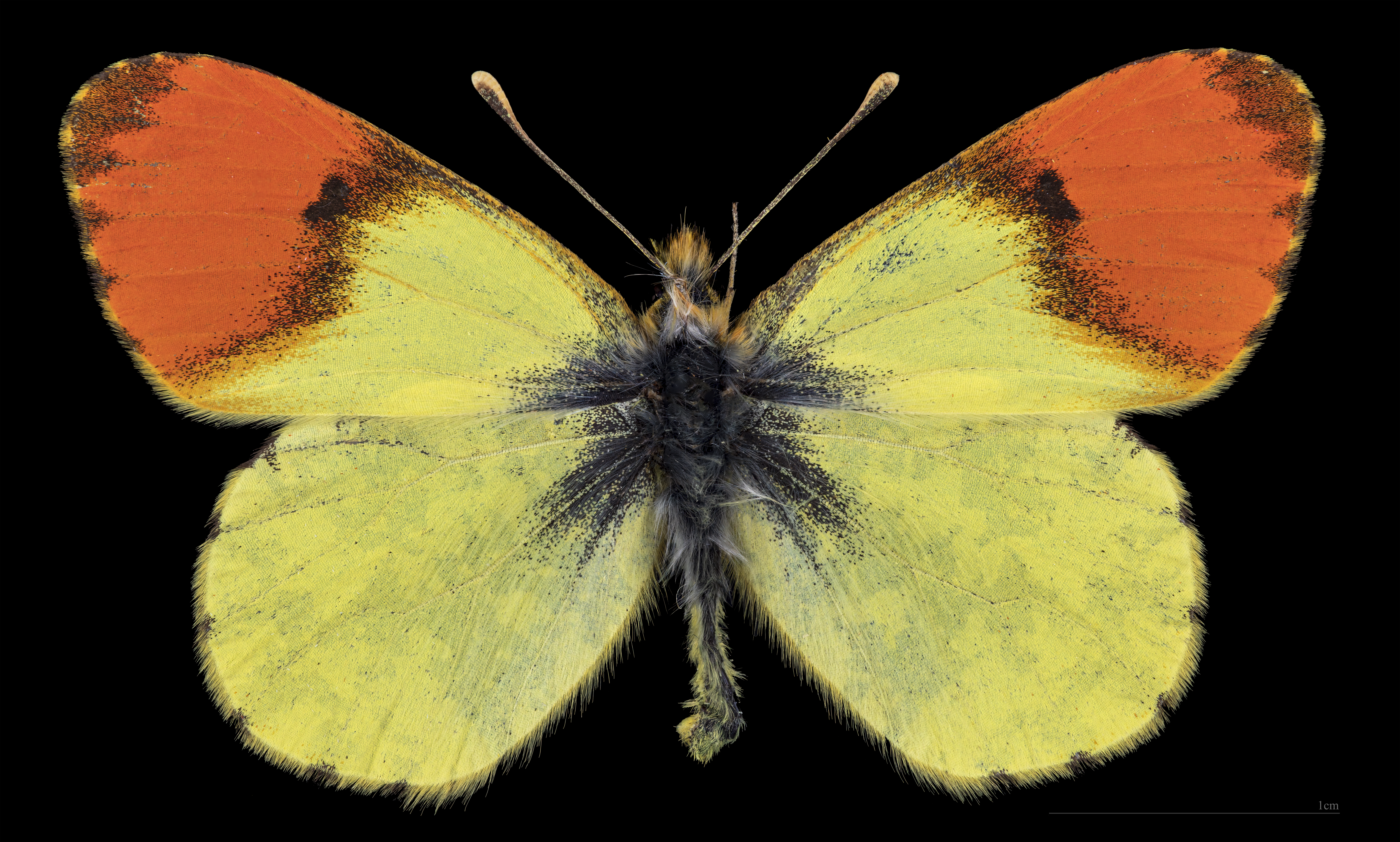
Anthocharis damone ♂
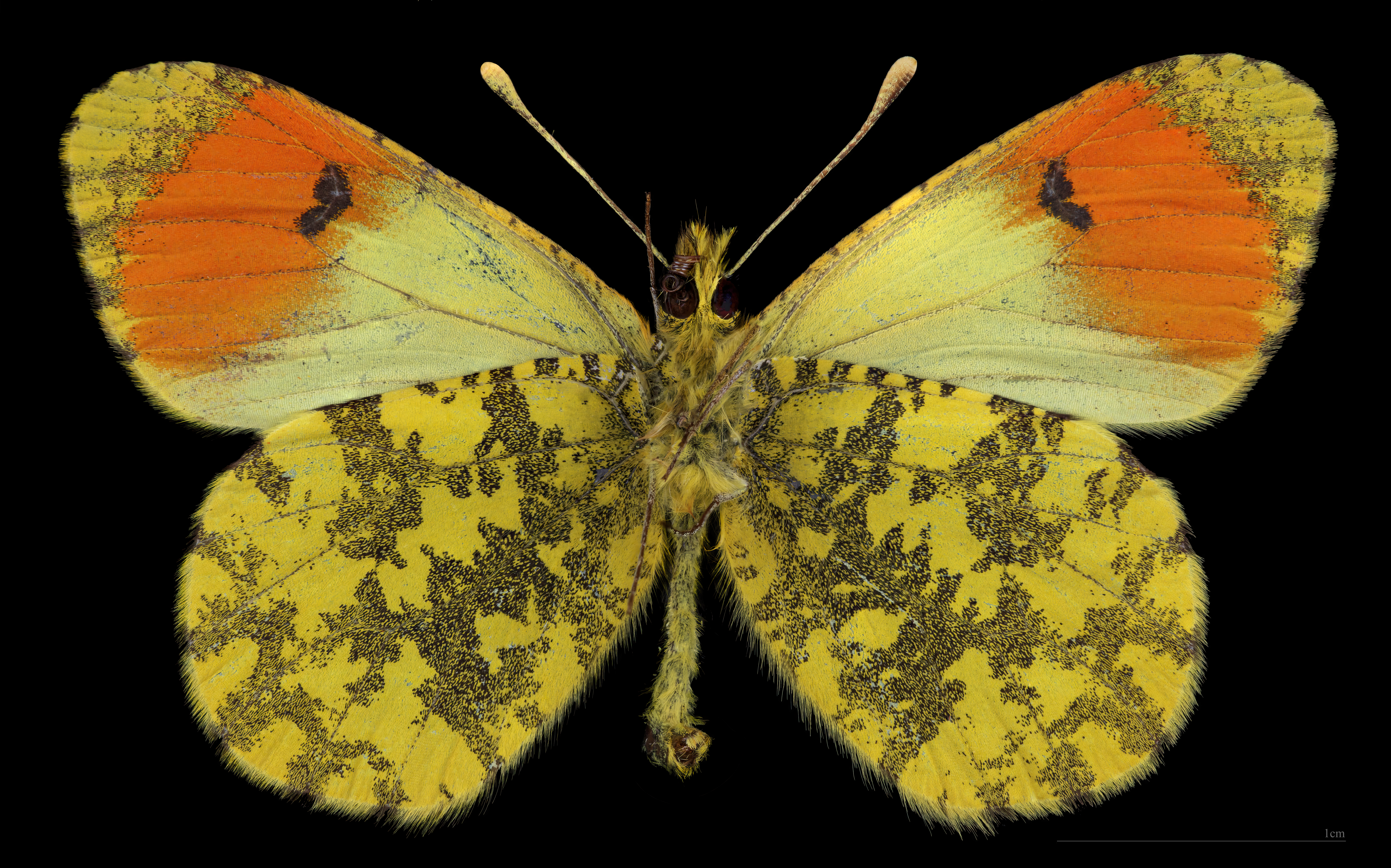
Anthocharis damone ♂   △

## Распространение
Юг Апеннинского полуострова, Сицилия, Балканский полуостров, Малая Азия, Южное Закавказье, Иран, Сирия, Ливан.
Предпочитает аридные редколесья и нагорно-ксерофильные формации хребтов. В Закавказье вид приурочен также к шиблякам с держидеревом (Paliurus) и крушиной Палласа. В Дагестане встречается по дну балок и расщелин с зарослями сухолюбивых кустарников и обязательным присутствием кормового растения гусениц, на высоте около 2100 м над ур. м.

## Развитие
Самки откладывают яйца поштучно. Яйца лежат на цветочных почках. Новорожденные гусеницы лимонного цвета. Развивается в одном поколении, лёт бабочек с апреля по июнь. Самцы стремительно порхают вдоль балок, выискивая самок. На старших возрастах приобретают зеленую окраску. Первое время поедают цветки и бутоны, затем могут кормиться на развивающихся семенах, плодами и листьями. Кормовые растения гусениц — виды вайды (Isatis). Окукливается на сухих стеблях кормового растения. Зимует куколка. Некоторые бабочки вылупляются на второй год.

## Замечания по охране
Был занесен в Красную книгу СССР (1984) как редкий вид. В Красной книге Международного союза охраны природы (МСОП) вид имеет 3 категорию охраны (VU — уязвимый таксон). Включен в «Красную книгу Европейских дневных бабочек» с категорией SPEC3 — вид, обитающий как в Европе, так и за её пределами, но находящийся на территории Европы под угрозой исчезновения.